# Antolin
Antolin ist ein web-basiertes Programm zur Leseförderung in Schulen.

## Programm
Das Programm wendet sich in erster Linie an Schulen, pädagogische Einrichtungen und an Büchereien. Schüler können nur über ihre Lehrer teilnehmen, die sich bei Antolin anmelden und für ihre Schüler Punktekonten einrichten.
Entwickelt wurde Antolin von Albert Hoffmann, Rektor der Volksschule Witzmannsberg bei Passau. Es wurde im September 2001 erstmals ins Netz gestellt. Ziel des Programms ist es, die Anziehungskraft des Computers auf Kinder zu nutzen, um diese zum Lesen zu animieren. Durch die Beantwortung von Quizfragen zu gelesenen Büchern können Schüler via Internet Punkte sammeln. Für höhere Jahrgänge vorgesehene Bücher werden mit höheren Punktzahlen belohnt. Die Lehrer verfolgen mittels statistischer Auswertungen die Leseaktivität und das Leseverständnis ihrer Schüler.
In den Vereinigten Staaten bietet das Softwareunternehmen Renaissance Learning ein ähnliches Programm bereits seit 1985 an; es trägt dort den Namen Accelerated Reader. Während jedoch bei Accelerated Reader der Schwerpunkt beim sogenannten Reading Assessment liegt (d. h. der Kontrolle durch den Lehrer, ob ein Schüler ein Buch gelesen hat), steht bei Antolin die Lesemotivation im Mittelpunkt. Antolin versucht daher auch durch Buchempfehlungen, Meinungsumfragen zu einer Geschichte oder Hintergrundinformationen zu Autoren die Begeisterung für Literatur zu wecken.

## Funktion
Antolin funktioniert nach dem Prinzip der Lernzielkontrolle. Nachdem ein Schüler ein bei Antolin aufgelistetes Buch gelesen hat, meldet er sich an seinem individuellen Internet-Konto an. Dem Kind werden zwischen fünf und fünfzehn Fragen nach dem Multiple-Choice-Verfahren gestellt. Richtige Antworten werden mit Pluspunkten, falsche mit Minuspunkten gezählt und das Ergebnis im Schülerkonto gespeichert. Die Fragen setzen ein intensives Lesen voraus.
Eltern und Lehrern wurde mit Antolin ein Mittel zur Verfügung gestellt, die Lektüre und das Leseverstehen ihrer Kinder bzw. Schüler mit dem Computer zu verfolgen. Lehrer bekommen eine detaillierte Übersicht über die Leseaktivität der Klasse und der einzelnen Schüler. In einigen Schulen sind Antolin-Lesestunden bereits festes Programm im Stundenplan.
Sofern die Lehrkraft es so vorsieht, können die Kinder der Schulklasse auch in den Schulferien Punkte sammeln. Für jedes Buch hat der Schüler nur einen Versuch, die Fragen zu beantworten; lediglich der Lehrer hat die für Ausnahmefälle vorgesehene Möglichkeit, für vorgegebene Bücher einen erneuten Versuch zu erlauben. Antolin kann auch über die Grundschulzeit hinaus in der Sekundarstufe genutzt werden, sofern die Lehrkraft der Grundschule die Schüler einzeln an die Lehrkraft der weiterführenden Schule übergibt und diese die Schüler anschließend freischaltet. Dabei bleiben die Zugangsdaten und Punktestände der Schüler erhalten.
Auch für den Englischunterricht in Grund- und Hauptschulen ist Antolin anwendbar. Hier müssen die Lektürefragen in Englisch beantwortet werden.

## Betrieb
Antolin wird von der Westermann Druck- und Verlagsgruppe betrieben.  Die Zahl der Antolin-Schulen in Nordrhein-Westfalen stieg bis zum Sommer 2006 auf 2.000, so das Ministerium für Schule und Weiterbildung des Landes Nordrhein-Westfalen.  Nach Angaben des Herausgebers wird das System von etwa 2,1 Millionen Schülern in Deutschland, Österreich und der Schweiz genutzt und enthält Quizfragen zu über 76.000 Büchern der Kinder- und Jugendliteratur. Schüler/-innen haben mehr als 200 Millionen Fragesätze bearbeitet (Stand Dezember 2016).
Schwerpunkt liegt bei den Klassen 1 bis 6.

## Kritik
Fraglich ist, ob mit Antolin die intrinsische Motivation – das Bücherlesen um seiner selbst willen – durch ein externes Anreizsystem ersetzt oder vielmehr ergänzt wird. 
Ein weiterer Kritikpunkt ist das Punktesystem, welches von einzelnen Lehrpersonen als Grundlage für eine Benotung für das Leseverständnis verwendet wird, obwohl auf der Homepage von antolin.westermann.de geschrieben steht: Lesenlernen hat auch mit Zeit zu tun, mit viel Zeit. Außerdem findet dieses Lesen ohne die Konkurrenz der Mitschüler statt, ohne drohendes Noten-Damoklesschwert.